# Lithobius simplicior
Lithobius simplicior är en mångfotingart som först beskrevs av Chamberlin 1952.  Lithobius simplicior ingår i släktet Lithobius och familjen stenkrypare. Inga underarter finns listade i Catalogue of Life.